# Diễn viên phim khiêu dâm

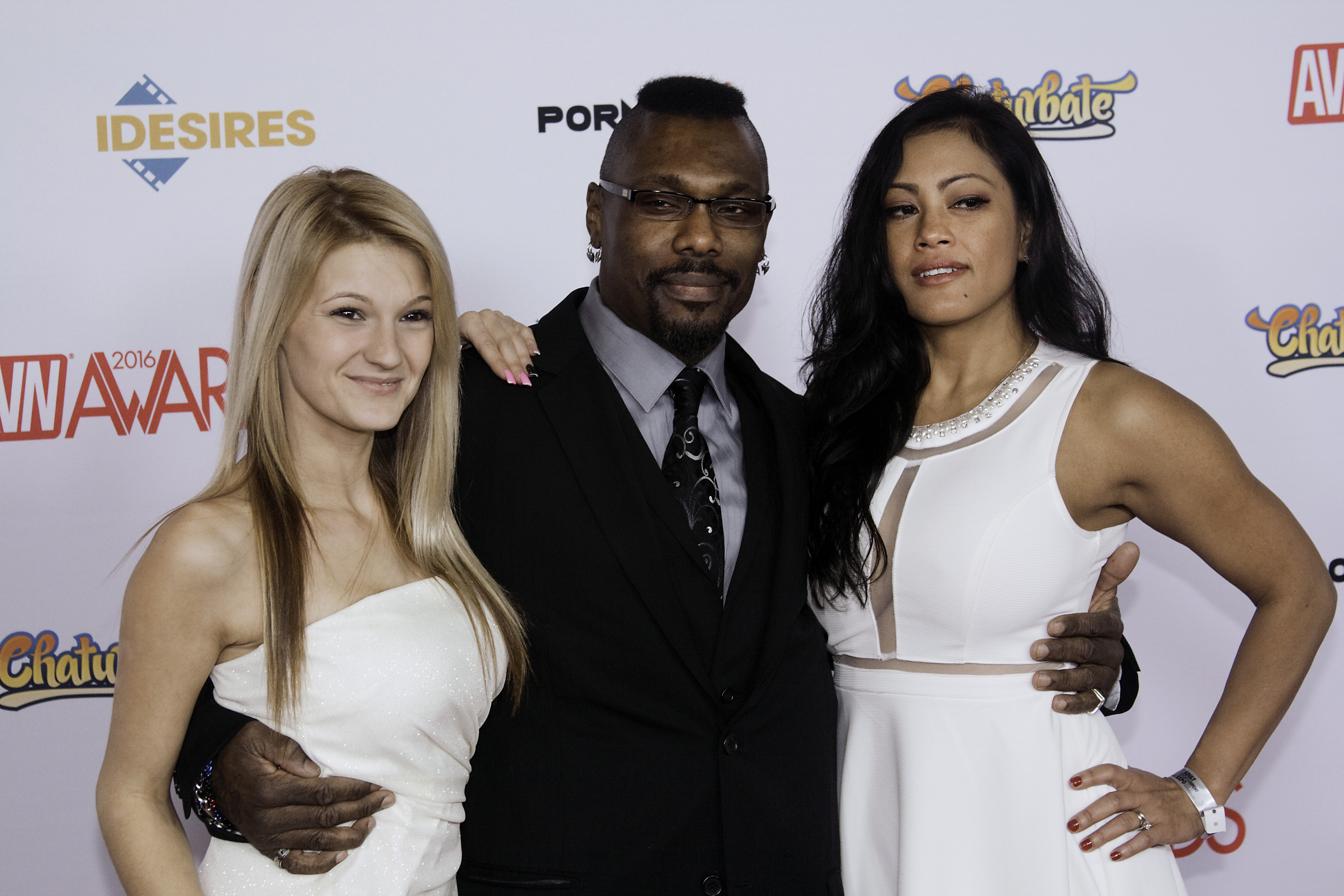
Hope Harper, Jack Hammer và Maxine X tại AVN Awards một chương trình giải thưởng phim khiêu dâm lớn vào năm 2016.

Diễn viên/nữ diễn viên phim khiêu dâm, diễn viên phim người lớn hoặc ngôi sao khiêu dâm là người thực hiện các hành vi tình dục trong video thường được mô tả như một bộ phim khiêu dâm. Những video như vậy có xu hướng được thực hiện trong một số tiểu thể loại khiêu dâm khác nhau và cố gắng thể hiện một mơ tưởng tình dục và các diễn viên được chọn cho một vai trò cụ thể chủ yếu được chọn dựa trên khả năng của họ để tạo hoặc phù hợp với các tưởng tượng đó. Video khiêu dâm được mô tả như là một trong hai dạng "softcore", mà không chứa miêu tả việc xâm nhập tình dục hay "fetish cực đoan" và "hardcore", mà có thể chứa miêu tả hành vi xâm nhập tình dục hoặc fetish cực đoan, hoặc cả hai. Thể loại và cường độ tình dục của video chủ yếu được xác định bởi nhu cầu. Tùy thuộc vào thể loại của bộ phim, ngoại hình trên màn hình, độ tuổi và các đặc điểm thể chất của các diễn viên chính và khả năng tạo ra tâm trạng tình dục của video phim khiêu dâm có tầm quan trọng quan trọng. Hầu hết các diễn viên chuyên về một số thể loại, chẳng hạn như tình dục đồng tính nam, quan hệ tình dục đồng tính nữ, dây trói, quan hệ tình dục qua đường hậu môn, quan hệ tình dục qua đường hậu môn, thâm nhập 2 lỗ, nuốt tinh dịch, gái tuổi teen, khác chủng tộc hoặc MILF.
Ngành công nghiệp khiêu dâm ở Hoa Kỳ là ngành khiêu dâm đầu tiên phát triển hệ thống ngôi sao điện ảnh của riêng mình, chủ yếu vì lý do thương mại. Ở các quốc gia khác, hệ thống "ngôi sao" khiêu dâm không phổ biến, với hầu hết các diễn viên là nghiệp dư. Hầu hết những người biểu diễn sử dụng nghệ danh và cố gắng duy trì tình trạng ẩn danh này. Một số diễn viên và nữ diễn viên khiêu dâm đã viết tự truyện. Rất hiếm khi các diễn viên và nữ diễn viên khiêu dâm chuyển lĩnh vực đóng phim và thành công trong ngành công nghiệp phim chính thống. Một số người cũng làm việc như vũ nữ thoát y tại các câu lạc bộ thoát y hoặc là gái escort. 
Số lượng diễn viên phim khiêu dâm đã làm việc tại Hoa Kỳ có thể được chỉ định bằng số lượng diễn viên được Tổ chức Chăm sóc Sức khỏe Y tế dành cho Công nghiệp Người lớn (AIM) thực hiện kiểm tra sức khỏe. Khi vào năm 2011, cơ sở dữ liệu bệnh nhân của nó đã bị rò rỉ, nó chứa thông tin chi tiết về hơn 12.000 diễn viên khiêu dâm mà họ đã kiểm tra sức khỏe từ năm 1998. Tính đến năm 2011, có khoảng 1.200 -1.500 diễn viên khiêu dâm đang làm việc tại "Thung lũng khiêu dâm" ở California.